# Phylidonyris undulatus
Phylidonyris undulatus é uma espécie de ave da família Meliphagidae.
É endémica da Nova Caledónia.